# Шоломниця списолиста
Шоломниця списолиста (Scutellaria hastifolia) — вид трав'янистих рослин родини глухокропивові (Lamiaceae), поширений у Європі й західній Азії.

## Опис
Багаторічна трав'яниста рослина 15–40 см заввишки. Листки при основі списоподібні, з 1–2 зубцями, коротко черешкові, видовжено-яйцеподібні або ланцетні. Квітки розміщені по два в пазухах листків, звернені в одну сторону, на кінцях стебел зближені. Віночок синьо-фіолетовий, знизу більш блідий.

## Поширення
Вид поширений у більшій частині Європи, але відсутній на південному заході та крайній півночі та на островах, зростає в Туреччині, окремі місця зростання є в західній частині Сибіру.
В Україні вид зростає на заплавних луках, у вільшняках, вологих чагарниках — майже на всій території, у Криму відсутній.

## Галерея

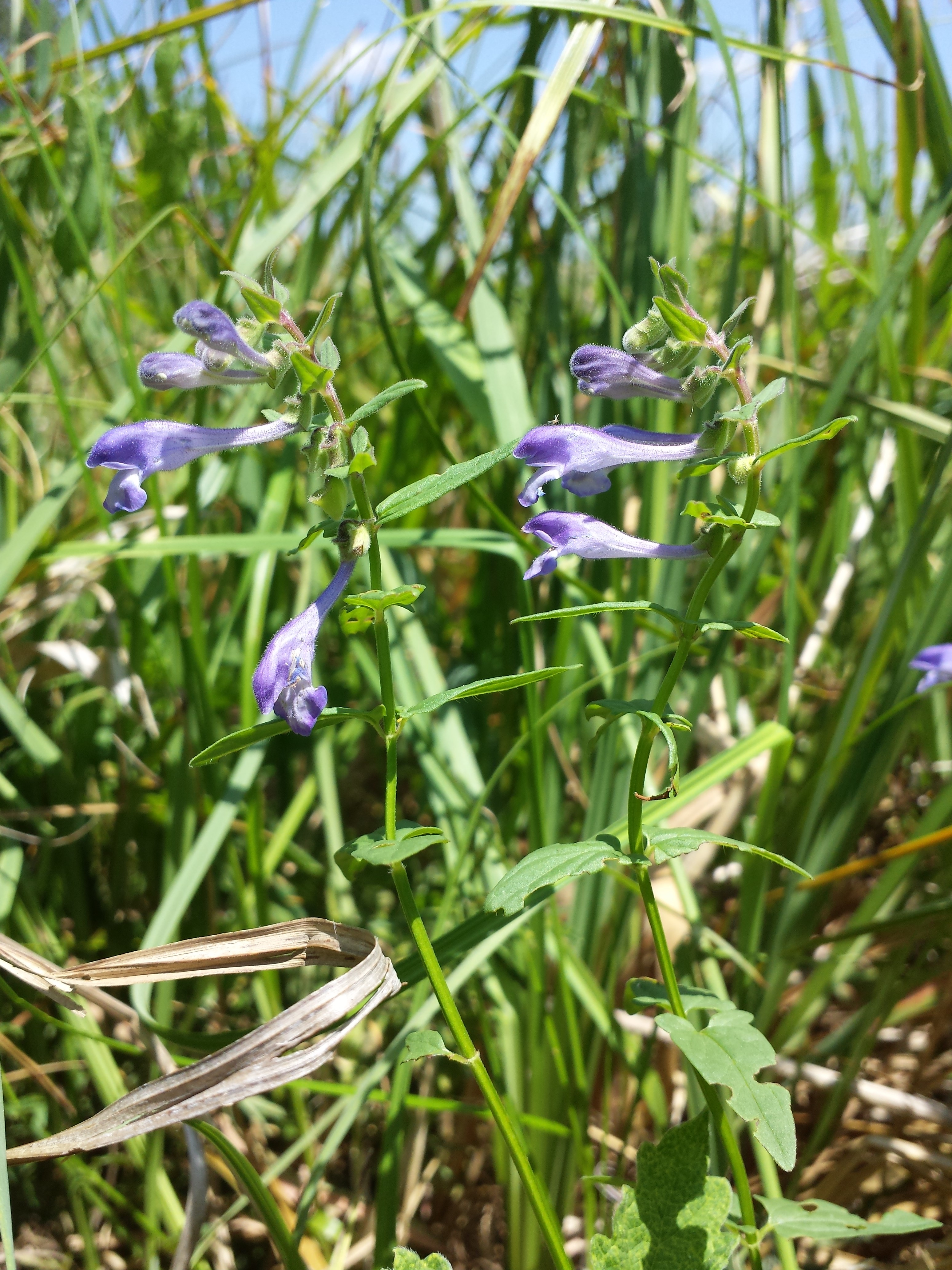
рослина в середовищі проживання
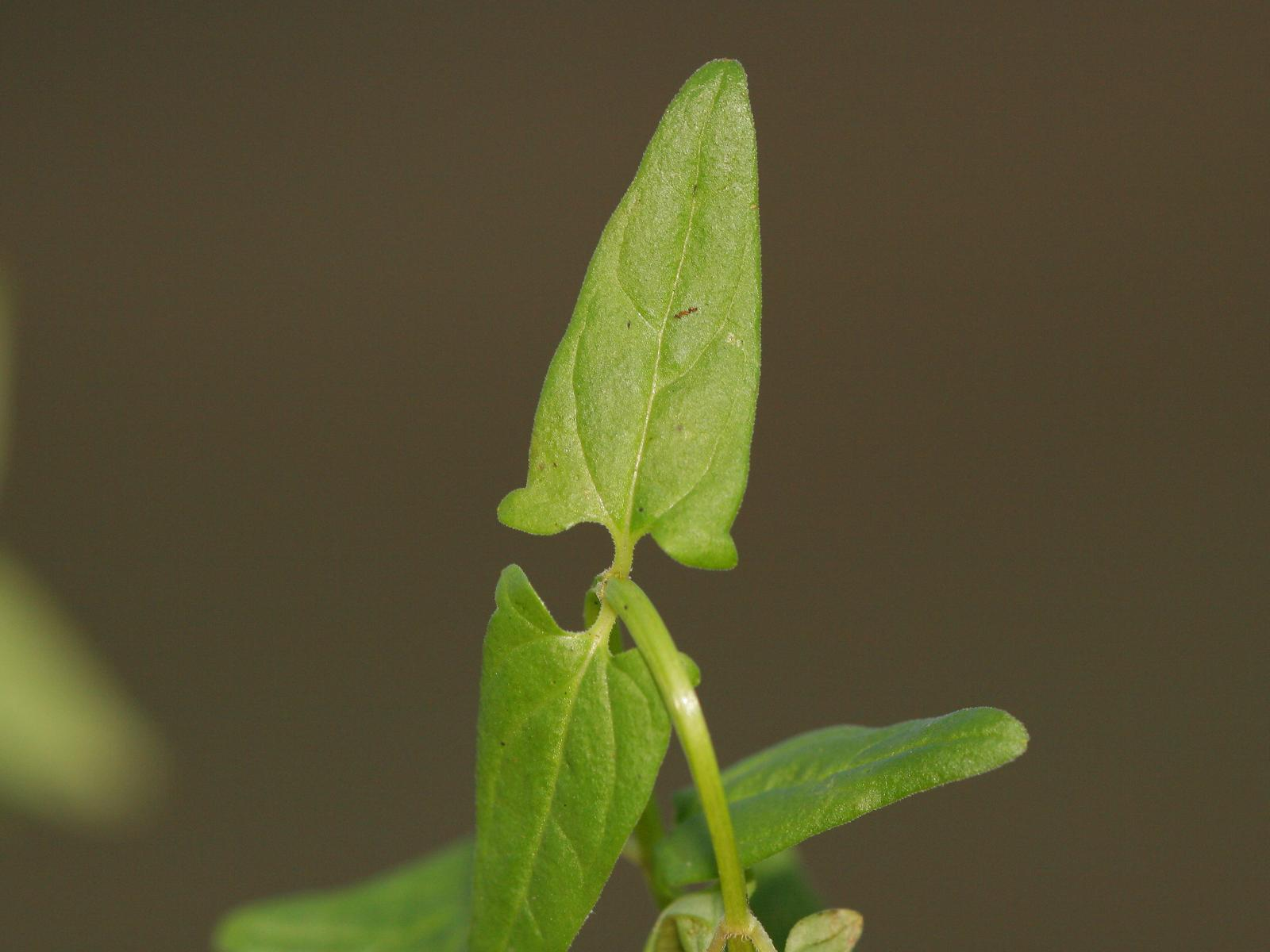
листки
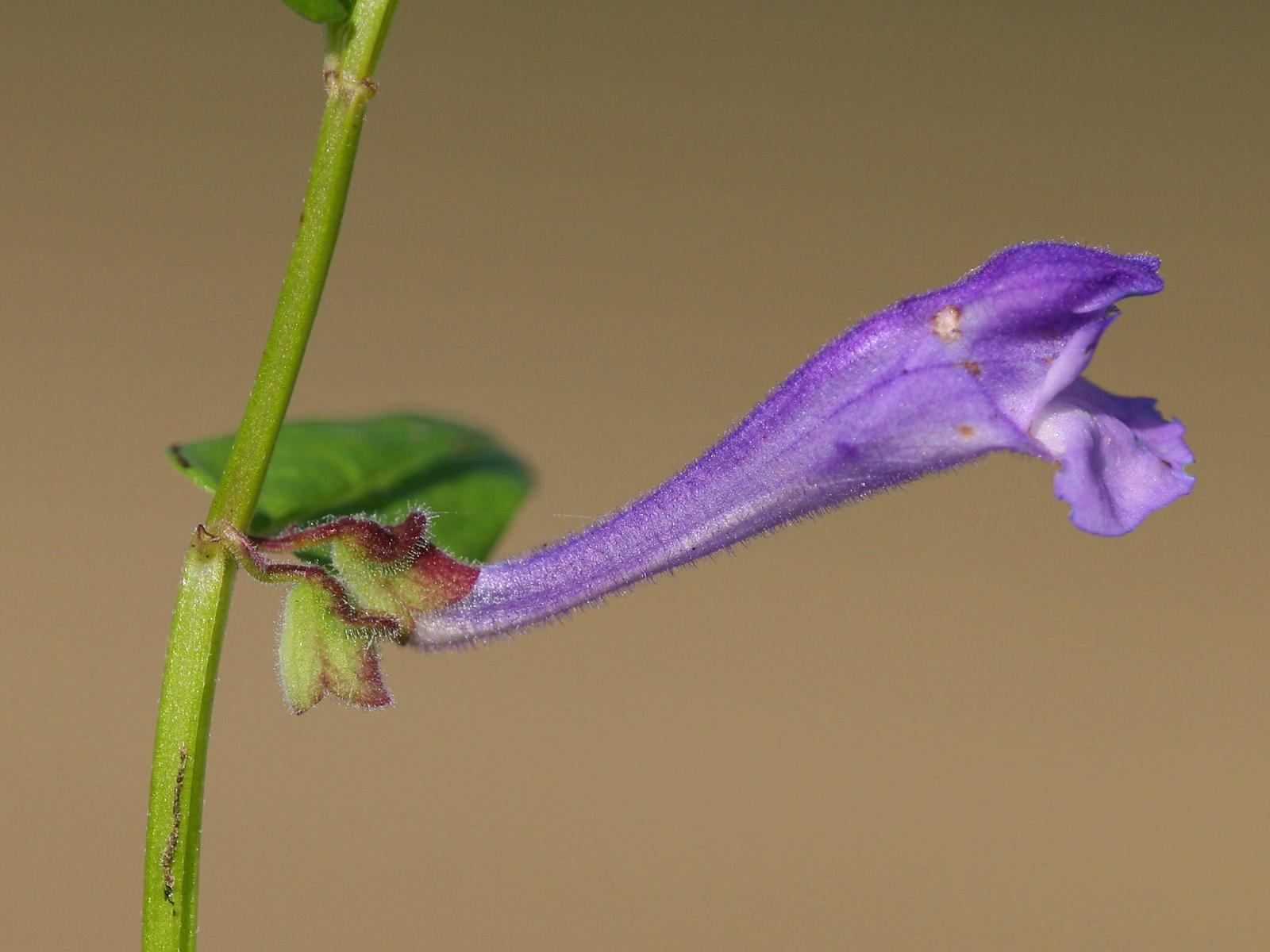
квітка
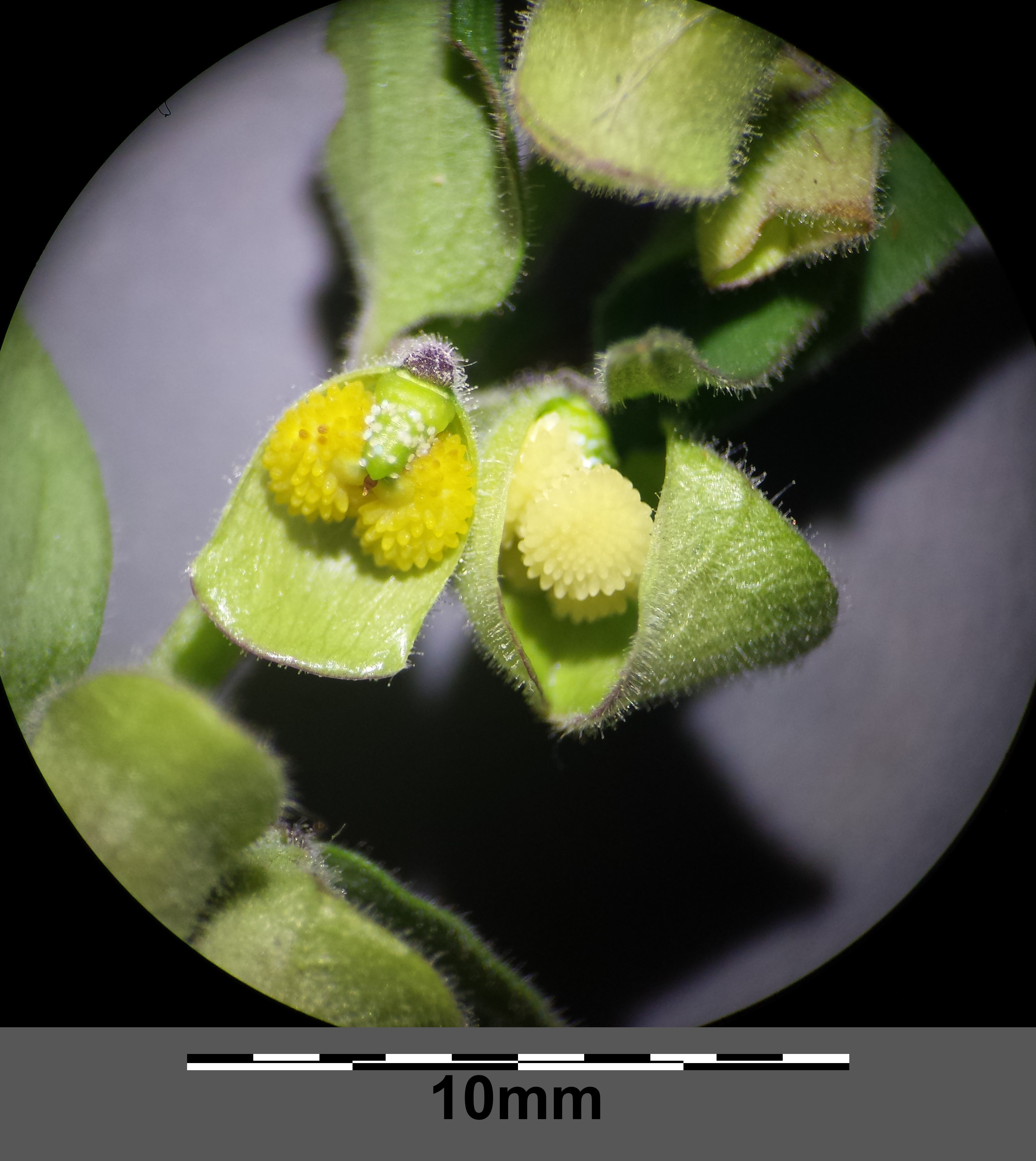
відкриті плоди з плодиками